# Saxifraga berica
Saxifraga berica är en stenbräckeväxtart som först beskrevs av Béguinot, och fick sitt nu gällande namn av David Allardyce Webb. Saxifraga berica ingår i Bräckesläktet som ingår i familjen stenbräckeväxter. Inga underarter finns listade i Catalogue of Life.